# Lymantria subpallida
Lymantria subpallida är en fjärilsart som beskrevs av Okano 1959. Lymantria subpallida ingår i släktet Lymantria och familjen tofsspinnare. Inga underarter finns listade i Catalogue of Life.